# Clair-obscur (film)
Clair-obscur is een Nederlandse korte film uit 1963, geregisseerd door George Sluizer. De film verkent de beklemmende en veranderlijke relatie tussen een jongeman en het Nederlandse polderlandschap.

## Verhaal[1]
De film volgt een jonge man die de uitgestrekte polder betreedt en zich laat meevoeren door de stilte en de overweldigende ruimte. In eerste instantie ervaart hij een gevoel van sereniteit en probeert hij deze rust vast te leggen met zijn recorder. Maar het onvoorspelbare Nederlandse klimaat zorgt ervoor dat deze vredige ervaring langzaam omslaat in wanhoop. De eindeloze vlakte, aanvankelijk een bron van rust, wordt een beklemmende en vijandige omgeving waarin hij zich steeds meer verloren voelt.

## Thema’s
- De spanning tussen mens en landschap
- De onvoorspelbaarheid van de natuur
- De dunne grens tussen harmonie en vervreemding